# Accident ferroviaire de Montereau
Le déraillement de Montereau a eu lieu dans cette commune de Seine-et-Marne le samedi 31 mai 1930 à 22 h 28, sur la ligne Paris – Marseille de la Compagnie des chemins de fer de Paris à Lyon et à la Méditerranée (PLM). Il dut son retentissement médiatique moins à son bilan humain (sept morts et huit blessés) qu'à la controverse à laquelle donna lieu la recherche de ses causes.

## Circonstances
Le rapide 27 pour Marseille et Vintimille avait quitté Paris à 21 h 20. Il était composé de deux fourgons et de sept voitures, tirés par une locomotive de type Pacific, la 231 D 106. Ayant emprunté, à la sortie de la gare de Melun, l'itinéraire tracé sur la rive droite de la Seine, par Héricy, il approchait de la gare de Montereau où, après une nouvelle traversée du fleuve, il devait rejoindre les voies de la rive gauche venant de Fontainebleau et de Moret-sur-Loing lorsque, une fois passé le pont sur la Seine dans la courbe menant à la bifurcation, à 22 h 28, la machine quitta la voie. Malgré le freinage aussitôt déclenché par son mécanicien, elle laboura le ballast sur une centaine de mètres puis se coucha au milieu de l'embranchement, peu avant l'entrée de la gare. Derrière, sous la pression du convoi, le fourgon à bagages s'écrasa contre le tender et, après rupture d'attelage, les deux voitures de tête l'escaladèrent et furent embouties par la troisième, dont l'avant pénétra dans l'arrière de la précédente. La queue du train, bien que déraillée, était restée sur la voie.
L'accident avait eu lieu non loin du poste 1 de la gare de Montereau, qui alerta immédiatement les secours et retint juste à temps un train de sens opposé, le 102 venant de Lyon, qui allait s'engager sur les voies interceptées.

## Secours et bilan
Avant l'arrivée des autorités et des trains de secours envoyés de Paris, les premières interventions d'urgence furent assurées par les cheminots, aidés notamment par les passagers du train eux-mêmes et par une cinquantaine de spahis algériens réquisitionnés par le chef de gare alors qu'ils attendaient d'embarquer. 

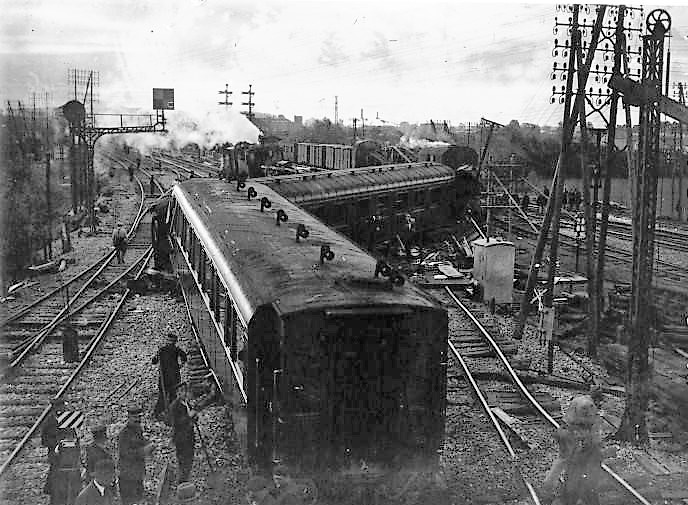
La queue du train accidenté.

Les fourgons et la première voiture, mixte de première et deuxième classe, étaient de type ancien à caisse en bois, mais le reste du convoi était composé de matériel à caisse métallique. La partie médiane de toutes les voitures, même celle à caisse en bois, avait globalement bien résisté, et la plupart des passagers du train, bondé, étaient indemnes. En revanche, leurs extrémités, même métalliques, s'étaient avérées plus vulnérables, puisque l'arrière de la deuxième et l'avant de la troisième s'étaient malencontreusement imbriqués lors du télescopage. C'est de leurs tôles défoncées que furent extraites la quasi-totalité des victimes. À l'arrière de la deuxième voiture, de deuxième classe, le dernier compartiment avait été écrasé et, sur ses sept passagers, cinq, tous des cheminots ou des membres de leur famille voyageant avec eux, avaient été tués, et deux autres blessés gravement ; un sixième corps fut par la suite trouvé coincé entre les tôles broyées des toilettes. À l'avant de la troisième voiture, de première classe, une voyageuse du compartiment de tête avait été tuée, et ses cinq autres occupants blessés. Le chef de train s'en tirait avec des blessures sérieuses, mais relativement légères compte tenu de la désintégration totale de son fourgon. Ainsi, le bilan de l'accident s'établit-il à sept morts et huit blessés. Ces derniers furent transportés à l'hôpital de Montereau, que certains purent quitter dès le lendemain. Le mécanicien et le chauffeur de la locomotive étaient sortis de leur machine renversée avec des contusions sans gravité, et quelques voyageurs légèrement touchés avaient été pansés sur place avant de poursuivre leur voyage.
Le lendemain matin, le ministre des Travaux publics Georges Pernot se rendit sur les lieux, suivi, à 21 h, par le président du Conseil, André Tardieu, de retour de Dijon.

## Causes
Après que l'on eût brièvement envisagé comme cause de l'accident un affaissement des voies sous l'effet de la pluie, la double enquête administrative et judiciaire conclut assez vite à un acte de malveillance, dont elle ne parvint cependant pas à identifier les responsables. Aussi, dans un contexte politique tendu entre droite et gauche, les allégations hasardeuses avancées par les extrémistes des deux bords se donnèrent libre cours, et en marge de la version officielle fut présentée une explication alternative de l'accident, elle aussi plausible.

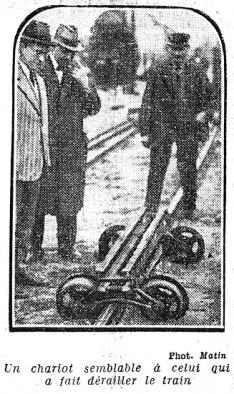
Photo d'un lorry publiée par Le Matin.

### L'explication officielle par un acte de malveillance
Selon le quotidien Le Journal, le mécanicien, interrogé après l'accident, avait indiqué qu'alors qu'il roulait à 70 km/h à l'approche de la bifurcation, il avait « soudain senti un choc sec » qui avait soulevé sa machine, la faisant sortir de la voie. Le seul témoin visuel du déraillement, un sous-chef de manœuvre, affirmait qu'il avait observé à ce moment une gerbe d'étincelles sous l'avant de la locomotive. On envisagea alors une collision avec un objet métallique, hypothèse qui fut confirmée lorsque les enquêteurs constatèrent que le chasse-pierres de la locomotive était brisé, et découvrirent sous la cinquième voiture les débris d'un « lorry », wagonnet rudimentaire servant à déplacer les lourdes charges, notamment les rails, lors des travaux de voie. 
Aucun chantier n'étant en cours au moment des faits, et le Simplon-Orient-Express étant passé sans problème quarante minutes auparavant, il était difficile d'envisager que l'engin ait pu être oublié là par des ouvriers. En réalité, il apparut qu'il avait été déposé dix jours plus tôt sur un terre-plein situé une centaine de mètres plus loin, avec deux autres mis au rebut car il était hors d'état de rouler. On supposa donc qu'il avait été transporté au lieu du déraillement par malveillance, soupçon confirmé après des investigations complémentaires effectuées par une commission de trois experts désignée par le procureur de la République. Restait à identifier les responsables de l'acte.
Les expériences menées par les experts dans le cadre de leur enquête démontrèrent que si l'opération pouvait être effectuée par un homme seul, sa durée et le bruit produit auraient alors dû alerter le voisinage. Aussi, estimait-on dans la presse de deux à cinq ou six le nombre d'individus susceptibles d'y avoir participé, selon que le poids du « lorry » était évalué à 90, 120, voire 200 kg. 
Bien que le PLM ait offert une prime importante pour des informations, et se soit constitué partie civile, en l'absence d'indices sérieux, la recherche des auteurs de l'acte resta vaine, après s'être orientée vers de nombreuses pistes qui durent toutes être finalement abandonnées. Ainsi furent successivement soupçonnés puis mis hors de cause, des ouvriers licenciés du chantier de voie récemment achevé, un des nombreux piétons empruntant les rails et le pont sur la Seine comme raccourci entre Montereau et La Grande-Paroisse, trois terrassiers arrêtés alors qu'ils voyageaient frauduleusement en train vers la Suisse, un client tardif dont le comportement avait intrigué le patron de l'hôtel-restaurant « Le Grand Monarque » proche de la gare, et un terrassier communiste italien travaillant dans le secteur et un temps perdu de vue après le déraillement.

### La polémique et l'explication alternative

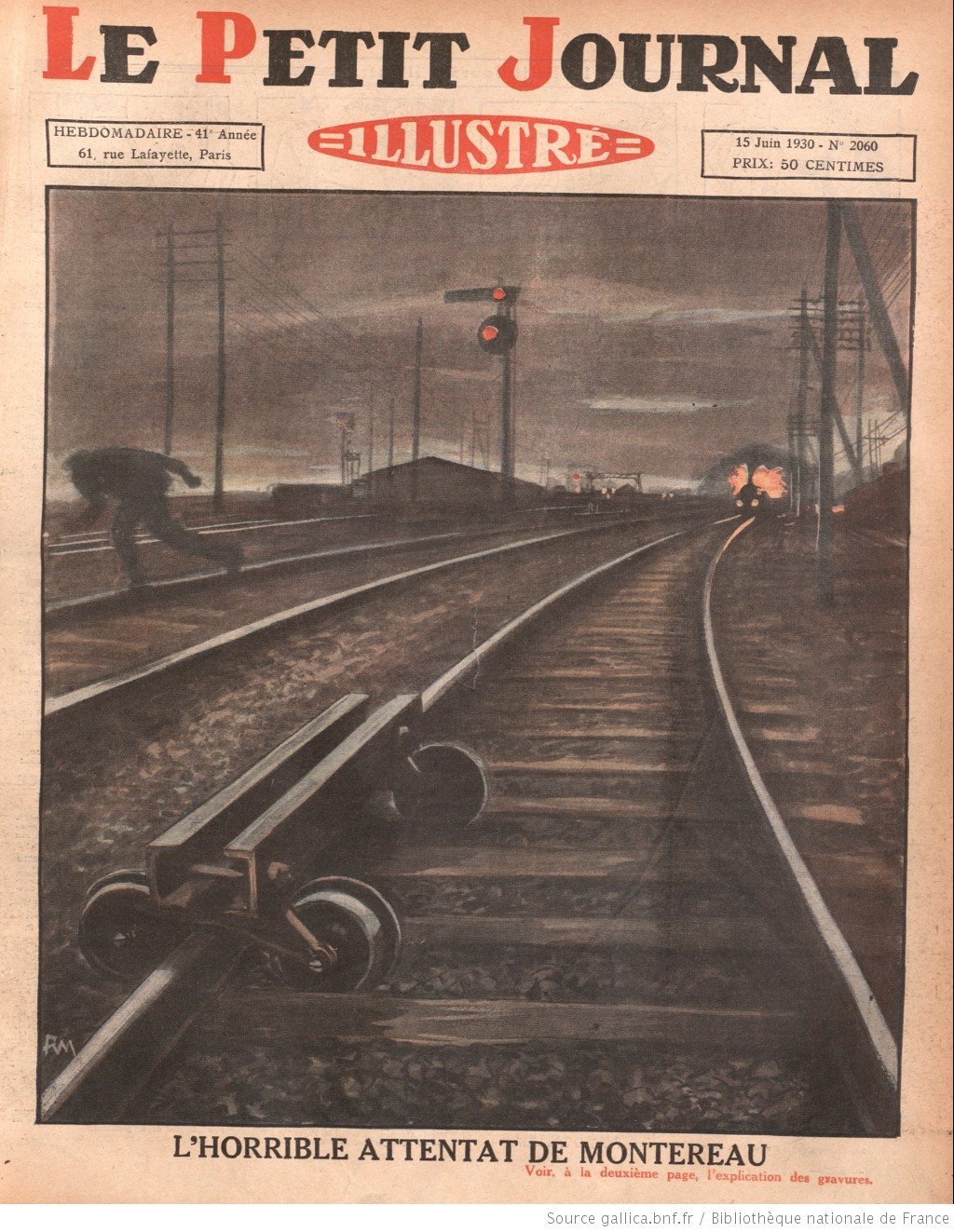
Le déraillement de Montereau vu par le dessinateur du Petit Journal illustré.

Après l'accident, on avait découvert qu'à peu près en même temps, les amarres d'une péniche chargée de terre à briques stationnant le long des berges de la Seine avaient été ôtées, provoquant sa dérive puis son échouage contre les piles d'un pont routier. D'aucuns présumèrent alors que puisqu'un peu plus en aval se trouvait le pont de chemin de fer, c'était en réalité celui-ci qui était visé, et rattachèrent les deux événements à une action concertée de sabotage. Le président du Conseil André Tardieu et une partie de son cabinet ayant emprunté la ligne quatre heures auparavant pour se rendre à Dijon, il n'en fallut pas plus pour que soit évoquée dans les milieux de droite la possibilité d'un attentat manqué perpétré contre les membres du gouvernement. 
Si la presse modérée fit état de cette hypothèse avec beaucoup de réserve, soit en la qualifiant purement et simplement de « bruit fantaisiste », soit en publiant les propos des autorités la démentant, d'autres journaux la présentèrent comme une certitude, en mettant généralement en cause en termes plus ou moins voilés le Parti communiste, à l'époque fortement implanté dans le secteur de Montereau, bien que battu un an plus tôt aux dernières élections municipales.
Ainsi, Le Figaro, dans un article à la rédaction allusive, semblait-il confirmer insidieusement la présomption d'attentat en se référant tout à la fois à l'effet des « propagandes monstrueuses », et à une course cycliste Paris – Montereau « organisée par les communistes » le jour même. Le Journal insinuait que l'attentat pouvait être une vengeance du parti après la perte des municipalités dans cette zone « tellement surpeuplée d'individus suspects ». Le Journal des débats politiques et littéraires publiait dans deux numéros successifs sous le titre Jusques à quand? des éditoriaux imputant le déraillement de Montereau aux communistes, en dénonçant l'aveuglement du « monde civilisé » face à leur activisme. Quant à L'Ami du Peuple, il précisait qu'il fallait chercher les coupables au sein des « cheminots de Montereau adhérents à la cellule communiste ». À l'époque en effet, le syndicalisme cheminot, était agité par les vives tensions opposant les pro-communistes de la Fédération unitaire des cheminots, adhérente à la CGT, et les anti-communistes de la Fédération des travailleurs des chemins de fer, proches du Parti socialiste,
Ces accusations suscitèrent immédiatement la réaction indignée du Parti Communiste, à laquelle s'associa le Parti socialiste. Dès le 3 juin des députés des deux partis, le communiste Augustin Desoblin, et les socialistes Jules Moch et Étienne Rognon, déposèrent donc une demande d'interpellation à la Chambre et à la faveur d'une discussion sur l'ordre prioritaire des interventions, exposèrent une version alternative de l'accident, reprenant purement et simplement celle présentée la veille dans un communiqué de la Fédération unitaire des cheminots. Selon cette argumentation, la courbe accentuée de la ligne passant par Héricy à son arrivée à Montereau était dangereuse ; alors que la vitesse limite y était jusque-là fixée à 30 km/h, c'était son relèvement à 90 km/h, imposé par la Compagnie aux mécaniciens le jour du passage du train du Président du Conseil, qui avait provoqué l'accident. Le lorry n'avait pas été déplacé, mais était demeuré à son emplacement initial, sur le bas-côté, où il avait été écrasé et recouvert par le train lors de son déraillement. 
Simultanément, les journaux des deux partis s'employèrent à contredire la version officielle en présentant cette nouvelle explication. Le Populaire le fit avec concision dans un unique article signé de Jules Moch intitulé Ne laissons pas s'accréditer la légende du sabotage, sous-titré Et cherchons les responsables. 
L'Humanité, qui dans son numéro du 2 juin avait juste annoncé la nouvelle de l'accident avec en sous-titre la formule La compagnie parle d'un acte de malveillance, mais l'état de la voie et la mauvaise surveillance due aux compressions de personnel paraissent être les vraies causes de la catastrophe, publia les jours suivants des articles à l'animosité croissante, dénonçant avec virulence une « immonde machination gouvernementale et policière »,  et présentant experts, magistrats et policiers comme aux ordres du pouvoir pour dissimuler la vérité. 
Les invectives et les outrances de la phraséologie, ainsi que l'insistance à glorifier les « cheminots unitaires », pouvaient, pour un lecteur non militant, sembler surtout révéler le souci de décharger le syndicalisme cheminot de toute responsabilité dans l'accident en éludant des questions gênantes pour déplacer le débat vers le thème fédérateur des vices du capitalisme. 
Il n'en reste pas moins que même maladroitement présentée, l'explication de l'accident par une vitesse inadaptée s'avère vraisemblable. En effet, après l'achèvement des travaux de rectification du tracé de la courbe en question afin de la rendre franchissable à 90 km/h, une phase transitoire était nécessaire au tassement des talus et au rodage des nouvelles voies. Celle-ci avait été prévue par une note de service du PLM limitant la vitesse à 60 km/h « pour permettre la consolidation de la plateforme des voies » à compter du 15 mai et « jusqu'à nouvel avis ». Deux semaines plus tard, le 30 mai, la restriction était levée et le 90 km/h autorisé. Sans doute cette mesure a-t-elle été prise parce que les services de la voie ont estimé celle-ci définitivement stabilisée, et non, comme on l'a parfois affirmé, en prévision du passage en vitesse du train transportant le Président du Conseil le lendemain. Du moins est-il possible d'envisager qu'elle ait été prématurée, et qu'à la suite de nouveaux tassements, les rails se soient affaissés le lendemain de sa mise en application, au passage du rapide 27, hypothèse d'autant plus plausible qu'une semaine plus tard, pratiquement au même endroit, une des deux voies se déplaça sur une vingtaine de mètres, provoquant l'interruption du trafic. On ne manquera pas d'observer au demeurant que la quasi-totalité des journaux rapportant les déclarations du mécanicien sur l'accident du 31 mai faisaient état d'une soudaine sortie des rails, sans faire référence à un choc préalable, indication figurant seulement dans Le Journal qui, par ailleurs, dans le même numéro, préjugeait d'un attentat communiste et indiquait faussement que le passage à 90 km/h était autorisé depuis le 16 avril.
Comme l'observait Le Populaire :  « Après l'accident de Montereau, la Sûreté générale poursuit avec une activité farouche son enquête, voulant à tout prix, semble-t-il, trouver des auteurs à l'attentat pour justifier la version officielle des experts ». Les recherches n'ayant pas abouti, les causes exactes du déraillement de Montereau demeurent encore aujourd'hui du domaine des seules conjectures.